# Паладино (деревня)
Паладино — деревня в Ленском районе Архангельской области. Входит в состав Сафроновского сельского поселения.

## География
Находится в юго-восточной части Архангельской области на расстоянии приблизительно 2 км на юго-запад по прямой от административного центра района села Яренск на левом берегу реки Яренга.

## История
В 1859 году здесь (тогда деревня Яренского уезда Вологодской губернии) было учтено 3 двора.

## Население
| 2002 | 2010 | 2012 |
| ---- | ---- | ---- |
| 63   | ↘43  | ↗68  |

Численность населения: 23 человека (1859 год), 66 (русские 89 %) в 2002 году, 43 в 2010.